# رولند جافه
رولند جافه (انگلیسی: Roland Joffé؛ زادهٔ ۱۷ نوامبر ۱۹۴۵) یک کارگردان، و تهیه‌کننده اهل بریتانیا است. وی از سال ۱۹۶۰ میلادی تاکنون مشغول فعالیت بوده‌است.

## زندگی‌نامه
رولند جافه متولد ۱۹۴۵ لندن است. وی فعالیت هنری را با تئاتر آغاز و از سال ۱۹۷۸ به عنوان کارگردان مجموعه‌های مستند و داستانی در تلویزیون به فعالیت پرداخت. نخستین فیلم او «میدان‌های کشتار» سال ۱۹۸۴، در زمینه بهترین کارگردانی و فیلمنامه‌نویسی نامزد دریافت اسکار شد و برای بهترین فیلمبرداری، بهترین تدوین و بهترین بازیگر مرد نقش دوم برنده جایزه شد. فیلم دوم جافه، مأموریت سال ۱۹۸۶ نیز به عنوان بهترین فیلم و بهترین کارگردان نامزد دریافت جایزه آکادمی و در جشنواره کن جایزه نخل طلا را به خود اختصاص داد.

## فیلم‌شناسی

### فیلم
| سال  | عنوان              | کارگردان | نویسنده | تهیه‌کننده |
| ---- | ------------------ | -------- | ------- | --------- |
| ۱۹۸۴ | میدان‌های کشتار     | آری      |         |           |
| ۱۹۸۶ | مأموریت            | آری      |         |           |
| ۱۹۸۹ | مرد چاق و پسر کوچک | آری      | آری     |           |
| ۱۹۹۲ | شهر لذت            | آری      |         |           |
| ۱۹۹۳ | برادران سوپر ماریو |          |         | آری       |
| ۱۹۹۵ | داغ ننگ            | آری      |         | آری       |
| ۱۹۹۸ | خداحافظ عاشق       | آری      |         |           |
| ۲۰۰۰ | وتل                | آری      |         | آری       |
| ۲۰۰۷ | اسارت              | آری      |         |           |
| ۲۰۰۸ | تو و من            | آری      |         |           |
| ۲۰۱۱ | جای اژدها          | آری      | آری     | آری       |
| ۲۰۱۳ | عشاق               | آری      | آری     |           |
| ۲۰۱۷ | بخشوده             | آری      | آری     | آری       |

### تلویزیون
| سال       | عنوان                                      | کارگردان | یادداشت  |
| --------- | ------------------------------------------ | -------- | -------- |
| ۱۹۷۳–۱۹۷۴ | خیابان کورونیشن                            | آری      | ۴ اپیزود |
| ۱۹۷۴–۱۹۷۵ | سام                                        | آری      | ۴ اپیزود |
| ۱۹۷۵      | ستاره‌ها به پایین نگاه می‌کنند               | آری      | ۶ اپیزود |
| ۱۹۷۶      | دادگاه جزا                                 | آری      | ۴ اپیزود |
| ۱۹۷۶      | بیل برند                                   | آری      | ۵ اپیزود |
| ۱۹۷۷      | مدیر مدرسه Headmaster                      | آری      | ۳ اپیزود |
| ۱۹۷۷      | اولین‌های شهر دوم                           | آری      | ۱ اپیزود |
| ۱۹۷۸      | اسفنج‌ها                                    | آری      |          |
| ۱۹۷۸      | بمباران سالن لژیون The Legion Hall Bombing | آری      |          |
| ۱۹۷۹      | نه، مامان، نه No, Mama, No                 | آری      |          |
| ۱۹۸۰      | افسوس که او یک فاحشه است                   | آری      |          |
| ۱۹۸۱      | بریتانیای کبیر United Kingdom              | آری      |          |
| ۲۰۰۲      | برهنه                                      | آری      | ۱ اپیزود |
| ۲۰۱۵      | تگزاس برمی‌خیزد                             | آری      | ۵ اپیزود |
| ۲۰۱۷      | سان رکوردز                                 | آری      | ۸ اپیزود |